# إريك هود
إريك هود هو لاعب هوكي الجليد كندي، ولد في 19 ديسمبر 1976 في مونتريال في كندا.

## وصلات خارجية
- إريك هود على موقع دوري الهوكي الوطني (الإنجليزية)
- إريك هود على موقع EliteProspects.com (الإنجليزية)
- إريك هود على موقع Eurohockey.com (الإنجليزية)
- إريك هود على موقع HockeyDB.com (الإنجليزية)
- إريك هود على موقع Hockey-Reference.com (الإنجليزية)